# 西野 (伊丹市)
西野（にしの）は、兵庫県伊丹市の地名。現行行政地名は西野一丁目から西野八丁目及び西野。2011年10月1日の伊丹市による推計人口は7,967人。郵便番号は664-0028。

## 地理
武庫川に架かる武庫川新橋の東詰、武庫川支流の天神川に架かる天神川橋・大樋橋の北詰にあたる。北側で宝塚市弥生町・安倉西・安倉南、東で中野北・中野西と、南で天神川を跨いで池尻、南西の武庫川河川敷で尼崎市西昆陽、武庫川を跨いで西で西宮市田近野、宝塚市美幸町・御所の前町と接する。地内のほぼ中央を兵庫県道42号尼崎宝塚線が通っている。北部には県営西野団地・県営小松原団地をはじめとする住宅地、南側の天神側沿いは関西電力伊丹変電所・但馬金属工業をはじめとする工業用地及び公園用地が多くを占める。宝塚市役所・阪急今津線逆瀬川駅は、武庫川大橋の西側方面にあたる。

## 交通

### 鉄道
地内に鉄道は通っていない。既に省線（現・JR東海道線）・阪鶴鉄道（現・JR福知山線）・阪神電車も通っており、鉄道敷設の必要性に乏しいとされていた尼崎に経路を変更され（神戸線駅一覧）、阪急神戸本線が通らなくなったことが原因の一つとされている。かつて西国街道（現在の国道171号）の宿場町として栄えた伊丹ではあるが、鉄道が乗り入れることで、日帰りで往来することができるようになるため、宿場側からの圧力で中止されたともされる。阪急電鉄も、最初期の計画では伊丹付近の開発を名目に敷設免許を申請していたことから、現行よりも北よりの、伊丹駅・門戸厄神駅付近を通るルートとなっていた。後に、阪神間の短絡を目的に現行のルートに変更されたものの、創業当時の小田原急行鉄道などとは異なり、当時はかなり注目されていた鉄道の敷設を阻害する結果を招いていた。このあと尼宝線・阪神間東西モノレール・阪神間南北地下鉄計画・阪急伊丹線宝塚方面延長といった計画が出ては消えていった。

### バス
各鉄道路線の培養線としてバス路線が通され、利用されている。
- 阪急バス
- 阪神バス
- 伊丹市営バス

### 道路
- 兵庫県道42号尼崎宝塚線 - 通称尼宝線。東辺を南北に繋ぐ。
- 兵庫県道335号中野中筋線 - 県道42号との接続点である西野交差点のみが地内に当たる。

## 施設
- 伊丹警察署中野交番 - 西野全域の他、東側に隣接する中野北・中野西・中野東も所管区域としている。[2]
- 伊丹西野郵便局
- 西野福祉会館
- 伊丹市役所西センター
- 伊丹市役所西野センター
- 伊丹市役所武庫川センター
- 伊丹市立桜台保育所
- 風の子保育園
- 武庫川河川敷緑地
- 十六名公園
- 関西電力伊丹変電所
- 伊丹市西野雨水ポンプ場
- 県営西野団地
- 県営小松原団地
- 昭福寺 - 真言宗大覚寺派の寺院。本尊は十一面観世音菩薩面。